# 小錦八十吉 (横綱)
小錦 八十吉（こにしき やそきち、1866年11月21日（慶応2年10月15日） - 1914年（大正3年）10月22日）は、上総国武射郡（現：千葉県山武郡横芝光町）出身で高砂部屋に所属した大相撲力士。第17代横綱。本名は岩井 八十吉（いわい やそきち）。

## 来歴
1866年11月21日（慶応2年10月15日）に、上総国武射郡で料理屋「岩城屋」を営む家に生まれる。土地相撲で岩城川と名乗って大関だった父親は何とか息子を力士にしたいと考え、1881年に佐倉へ巡業に来ていた土地相撲仲間の高見山宗五郎に頼んで入門させた。当初は厳しい稽古に耐え切れず2、3度実家へ逃げ帰ったが、父親の激励によって1883年に再入門を決意し、小錦の四股名で前相撲から取り直し、稽古に励んで順調に出世した。体力不足を猛稽古で補って三段目に昇進した頃から頭角を現した。
1888年5月場所の新入幕から足かけ4年で39連勝を達成し、その間に優勝相当成績を7回記録するなど、入幕当時の勢いは凄まじかった。1896年5月場所後に吉田司家から横綱免許を授与された時には史上初となる20代での授与だった。しかし昇進後は全盛期を過ぎており、一度も優勝相当成績を残すことが出来なかった。この頃から師匠・高砂が脳を患っており、小錦がその面倒を見ていたことも影響している。小錦の上昇時には周囲は四つ相撲が主で、小錦のような速攻力士は稀であった。ところが、小錦よりさらに敏捷な荒岩が登場してきて小錦は苦しんだ。重くて素早くて柔らかい梅ノ谷にも勝てなくなった。
1900年1月場所は5勝3敗1分、1900年4月に師匠の高砂が没し、5月場所、1901年1月場所と全休し、現役を引退して年寄・二十山を襲名、二十山部屋を創立した。年寄としては２代小錦・千葉ヶ崎などを育成した。引退後も7年間は髷を付けたまま勝負検査役・取締役に就任し、その腰低く、誠実・真面目な人柄で平年寄と変わらぬ働き振りであったため、人望を集めた。1914年7月に高砂が死去したことで後継者に内定していたが、同年10月22日に巡業中の広島で悪性の筋肉炎にかかり博多で療養したが死去、47歳没。「高砂」を正式に襲名する直前に死去したため、高砂の代数には数えられていない。没後、「高砂」は部屋頭の2代目朝潮が継いだ。

## 人物
立合いの素早さと突き押し、そして俊敏な動きで知られ、「軍配が返る前に小錦の勝ち」「行司が『ハッケ』と軍配を引き、『ヨーイ』と言わないうちに勝負が決した」とも評された。その一方で、精神面に弱点があり小心者であるゆえに初日によく星を落とすため、「小錦と当たるなら初日」と願う力士も多かったという。横綱として出場した8場所中4度初日に敗れている。その相撲振りと相撲人形のような色白の風貌から「荒れ狂う白象の如し」と称された。
当時としては非常に早い相撲を取る力士だったが、梅ヶ谷藤太郎（2代）・荒岩亀之助といった、自分より早い相撲を取る力士にはついて行けずに敗れることが多かった。
色白・童顔の愛嬌のある風貌から人気者となり、錦絵が飛ぶように売れたという。その人気のため、東京では「小錦織」なる織物も販売された。

## エピソード
- 1883年の夏に奥州で巡業が行われ、東京の部屋から栃木県大田原市まで徒歩で向かった[注 2]が、太っているので股擦れが酷く、痛くてゆっくり歩いているうちに仲間に置いて行かれた。さらに空腹を感じたものの、早朝に餅を買ったために5〜6銭の小遣いは無く一文無しの状態だった。ある地点で、地蔵堂の前に文久銭[注 3]2枚が置かれているのを見つけると、昇進して必ず倍返しにすることを手を合わせて約束して掴み取り、近くの駄菓子屋で煎餅を購入して桶の水を浴びるように飲んで空腹をしのぎ、さらに畑でトウモロコシを食べて小川の水を飲み、途中の茶店の老人から麦飯を御馳走されて、夜になってようやく宿へ到着した。それから数年後に昇進して再び奥州の巡業に参加した際、人力車に乗って向かう途中に地蔵堂へ立ち寄って約束通り5銭白銅貨を献上したが、茶店は無く老人の消息も掴めなかった。
- 明治以降の横綱では唯一、手形が残されていない。これは小錦が、自らの小さい手を気にして手形を残さなかったためと言われる。
- ハワイ出身の元大関でタレントの小錦は、幕内力士に限って見れば3代目小錦となる。
- 21世紀になって在日宣教師の子孫の自宅から、小錦の横綱土俵入りと大砲万右エ門との取組のフィルムが発見された。これは横綱土俵入りを映した映像としては最古のもので、感度の悪いフィルムの映りを良くするために行司の後方に幕が引いてあったり、土俵入りの所作も現在とは異なる。

## 主な成績
- 番付在位場所数：36場所
- 幕内在位：26場所
- 大関在位：12場所[1]
- 幕内通算成績：119勝24敗9分7預101休　勝率.832
- 優勝相当成績：7回

### 場所別成績
| 1883年 （明治16年） | x                       | 西序ノ口20枚目 –      |
| 1884年 （明治17年） | 西序二段16枚目 –        | 東序二段9枚目 –       |
| 1885年 （明治18年） | 西三段目33枚目 2–1      | 西三段目20枚目 2–1    |
| 1886年 （明治19年） | 西幕下59枚目 4–1        | 西幕下35枚目 2–2      |
| 1887年 （明治20年） | 西幕下28枚目 3–2 1預    | 西幕下17枚目 6–1      |
| 1888年 （明治21年） | 西十両6枚目 8–2         | 西前頭9枚目 8–0–1 1預 |
| 1889年 （明治22年） | 西前頭筆頭 7–0–1 1分1預 | 西小結 7–0–1 1分1預   |
| 1890年 （明治23年） | 西小結 8–0–2            | 東大関 1–0–8          |
| 1891年 （明治24年） | 東大関 8–0–1 1分        | 東大関 0–0–10         |
| 1892年 （明治25年） | 東大関 1–1–8            | 東大関 8–0–1 1預      |
| 1893年 （明治26年） | 東大関 7–2–1            | 東大関 7–0–3          |
| 1894年 （明治27年） | 東大関 5–2–3            | 東大関 0–0–10         |
| 1895年 （明治28年） | 東大関 8–1–1            | 東大関 0–0–10         |
| 1896年 （明治29年） | 東大関 7–1–2            | 東横綱大関 8–1–1      |
| 1897年 （明治30年） | 東横綱大関 5–3–1 1預    | 東横綱大関 6–2–1 1分  |
| 1898年 （明治31年） | 東横綱大関 3–3–1 3分    | 東横綱 3–1–4 2分      |
| 1899年 （明治32年） | 東横綱 6–2–1 1分        | 東横綱 1–2–7          |
| 1900年 （明治33年） | 東横綱 5–3–1 1分        | 東横綱 0–0–10         |
| 1901年 （明治34年） | 東横綱 引退 0–0–10      | x                     |
| 各欄の数字は、「勝ち-負け-休場」を示す。 優勝 引退 休場 十両 幕下 三賞：敢=敢闘賞、殊=殊勲賞、技=技能賞 その他：★=金星 番付階級：幕内 - 十両 - 幕下 - 三段目 - 序二段 - 序ノ口 幕内序列：横綱 - 大関 - 関脇 - 小結 - 前頭（「#数字」は各位内の序列） |                         |                       |

- この時代は、幕内力士は千秋楽（10日目）には取組が組まれず、出場しないのが常態であったので、各場所の1休はそれに該当するものであり、実質的には9日間で皆勤である。
- 二段目以下の地位は小島貞二コレクションの番付実物画像による。二段目以下の勝敗数等は記録の現存が確認できる分のみ示す。詳細は大相撲#番付・勝敗記録等の現存状況・データベース登録情報などを参照。